# Enonella bicarinata
Enonella bicarinata är en ringmaskart som beskrevs av William Stimpson 1854. Enonella bicarinata ingår i släktet Enonella och familjen Dorvilleidae. Inga underarter finns listade i Catalogue of Life.